# Lubriano
Lubriano é uma comuna italiana da região do Lácio, província de Viterbo, com cerca de 918 (Cens. 2001) habitantes. Estende-se por uma área de 16,56 km², tendo uma densidade populacional de 55,43 hab/km². Faz fronteira com Bagnoregio, Castiglione in Teverina, Orvieto (TR), Porano (TR).

## Demografia
| Variação demográfica do município entre 1861 e 2011                               |
|                                                                                   |
| Fonte: Istituto Nazionale di Statistica (ISTAT) - Elaboração gráfica da Wikipedia |